# Col·lecció Wallace

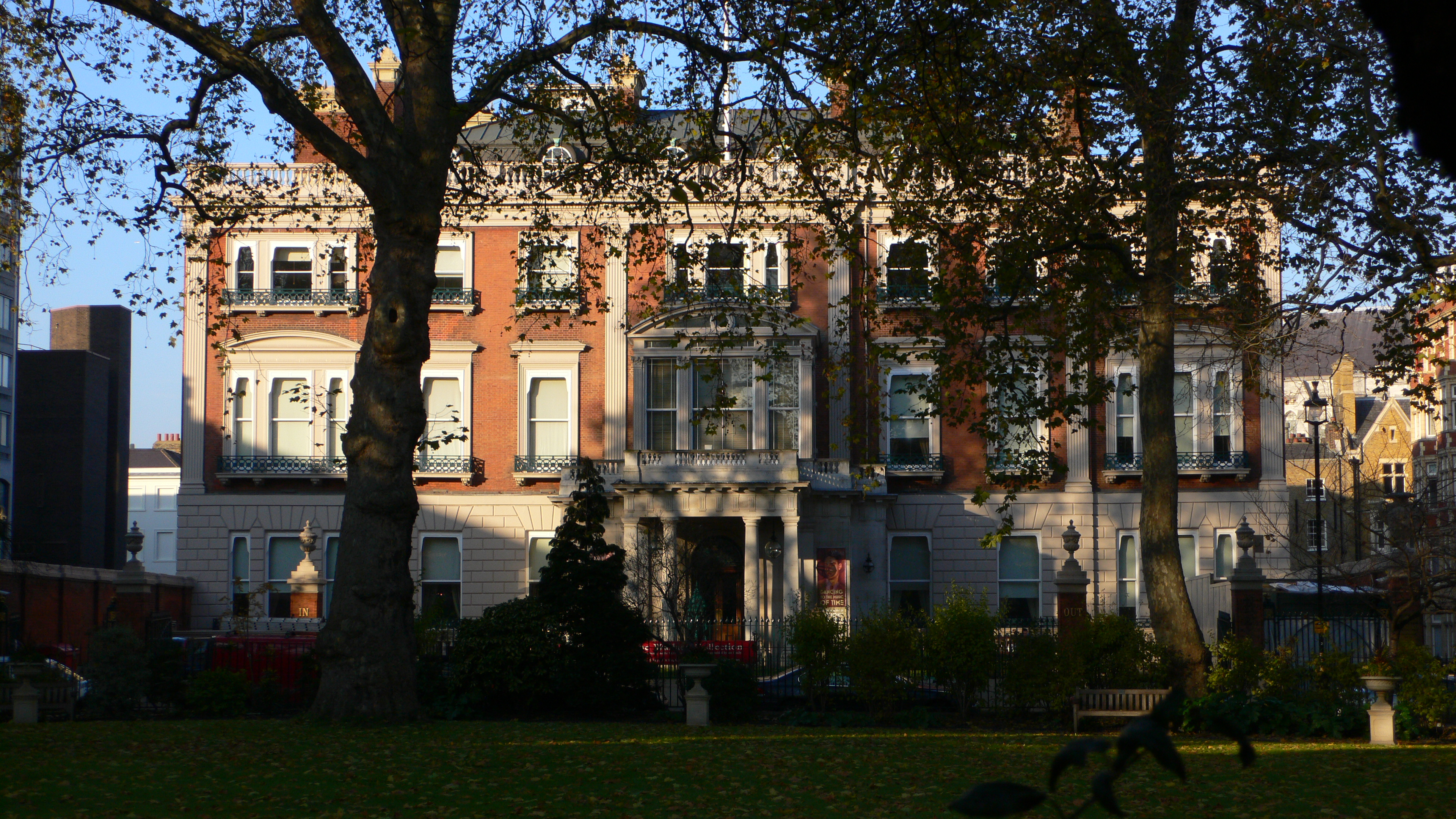
La Col·lecció Wallace, a l'altre costat dels jardins de Manchester Square.

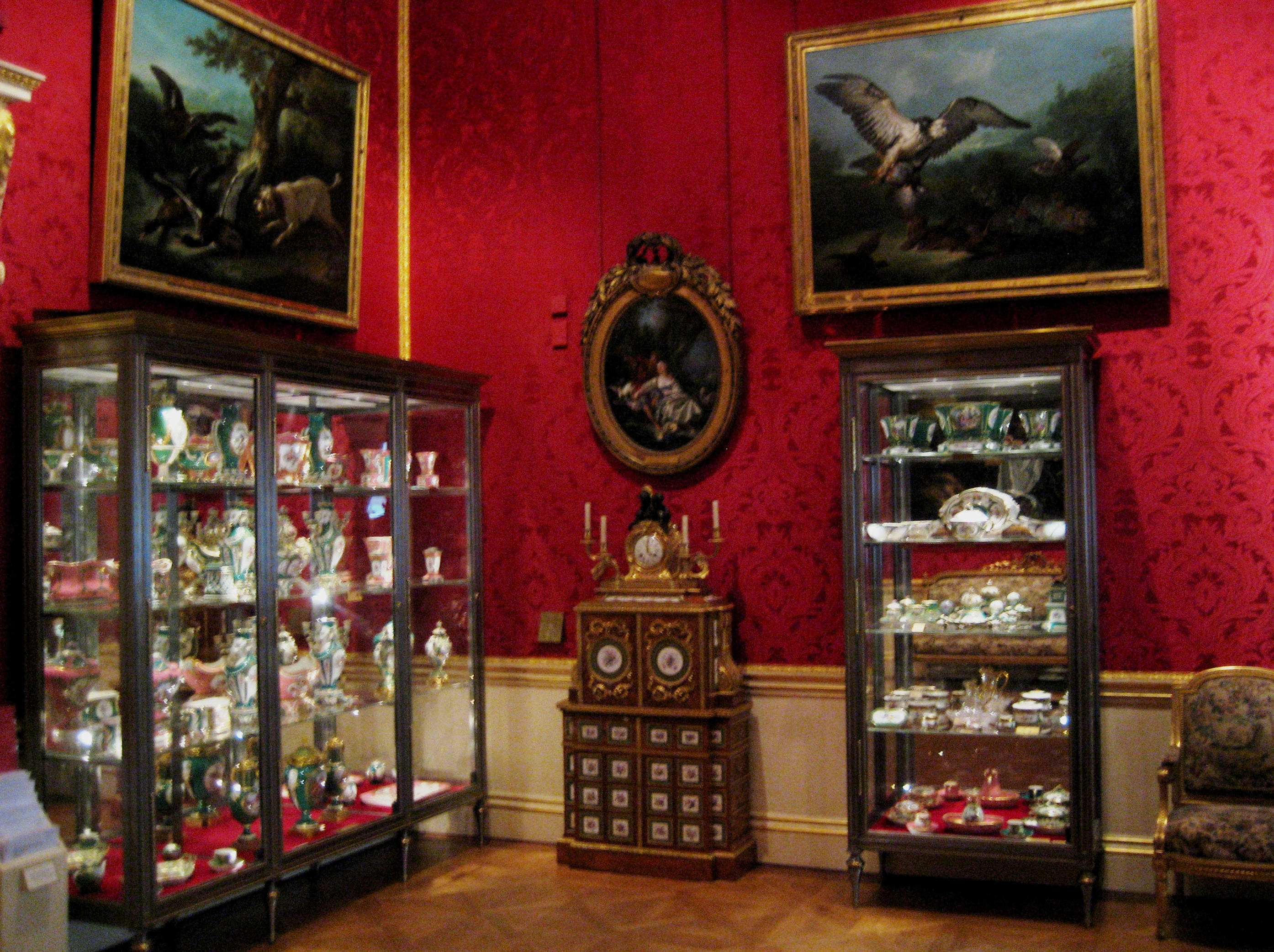
Gabinet de porcellana de Sèvres.

La Col·lecció Wallace (en anglès: Wallace Collection) és un museu d'art nacional localitzat a Londres. Va ser fundat a partir de la col·lecció privada de Sir Richard Wallace, que va ser llegada per la seva vídua el 1897. El museu es va obrir al públic en 1900, en les dependències de la Hertford House, a Manchester Square, i allí roman, albergada en la seva integritat, fins al dia d'avui.
El 2010 va rebre, juntament amb altres museus europeus, la condecoració del Orden de las Artes y las Letras de España, del Ministeri de Cultura Espanyol, en reconeixement de la tasca de protecció del patrimoni que va fer dins del Comité Internacional de Salvament dels Tresors Espanyols el febrer de 1939, protegint les obres a les seves instal·lacions.

## Col·lecció
El museu abasta una àmplia gamma de belles arts i arts decoratives, des del segle xv fins al xix. Té gairebé 5.000 objectes i destaca sobretot per la qualitat i amplitud de la pintura francesa del segle xviii, porcellana de Sèvres i mobiliari francès. Entre els pintors representats es troben: 
- Escola francesa: 
  - Poussin: "Ball"
  - Antoine Watteau
  - François Boucher
  - Jean-Honoré Fragonard: El gronxador
  - Nicolas Lancret

- Escoles flamenca i holandesa: 
  - Frans Hals: El cavaller somrient
  - Rembrandt: Autorretrat.
  - Rubens
  - Van Dyck
  - Pieter de Hooch
  - David Teniers el Jove
  - Jan Steen
  - Aelbert Cuyp

- Escola italiana:
  - Tiziano: "Perseo socorrent a Andròmeda"
  - Canaletto
  - Domenichino
  - Cima da Conegliano
  - Bernardo Daddi
  - Guido Reni
  - Francesco Guardi
  - Salvator Rosa

- Escola espanyola: 
  - Bartolomé Esteban Murillo
  - Velázquez: "La dama del ventall", "L'infant Baltasar Carlos"

- Escola anglesa: 
  - Thomas Gainsborough
  - Joshua Reynolds

Hi ha també un retrat de Robert Dudley, primer Comte de Leicester, en la mateixa sala on està el quadre de Maria, reina d'Escòcia.
Irònicament, la cosina de Maria, Isabel I d'Anglaterra, tenia planejat un casament entre ells, el 1563. A més de la porcellana de Sèvres, n'hi ha de Meissen, així com altres objectes d'art. Un dels més antics data d'abans del segle xiv. Fa pocs anys, es va col·locar en el pati de Hertford House un sostre de cristall, per a crear un restaurant. L'entrada és gratuïta.